# Homocea
Homocea é uma comuna romena localizada no distrito de Vrancea, na região de Moldávia. A comuna possui uma área de 21.51 km² e sua população era de 7186 habitantes segundo o censo de 2007.